# خوان لوپز فونتانا
خوان لوپز فونتانا (اسپانیایی: Juan López Fontana‎; ۱۵ مارس ۱۹۰۸ – ۴ اکتبر ۱۹۸۳) مربی فوتبال اهل اروگوئه بود.
وی به عنوان سرمربی تیم ملی فوتبال اروگوئه قهرمان جام جهانی فوتبال ۱۹۵۰ شده است.